# Anodontoides
Anodontoides är ett släkte av musslor. Anodontoides ingår i familjen målarmusslor.
Kladogram enligt Catalogue of Life:
| Anodontoides | \| \| Anodontoides ferussacianus \| \| \| \| \| \| Anodontoides radiatus \| \| \| \| |
|              | \| \| Anodontoides ferussacianus \| \| \| \| \| \| Anodontoides radiatus \| \| \| \| |
|              | Anodontoides ferussacianus                                                           |
|              |                                                                                      |
|              | Anodontoides radiatus                                                                |
|              |                                                                                      |